# Marcell Jansen
Marcell Jansen (Mönchengladbach, 4 de novembro de 1985) é um ex-futebolista alemão que atuava como meia. Era conhecido por sua versatilidade, podendo atuar como lateral-esquerdo, meia e ponta. É o atual presidente do Hamburgo.

## Carreira
Jansen começou na base do Borussia Mönchengladbach em 1993 até 2004, quando chegou no time principal.
Sua versatilidade o fez ganhar rapidamente um espaço na equipe.
Permaneceu no clube até 2007, quando foi contratado pelo Bayern de Munique. Ficou no clube bávaro por apenas um ano, até chegar no Hamburgo em 2008.
Ficou na equipe até 2015, quando encerrou o seu contrato.
Apesar de ter uma proposta do Benfica, decidiu se aposentar aos 29 anos, alegando que não se sentiria bem em qualquer outro clube além do Hamburgo.

## Títulos
Bayern de Munique
- Copa da Liga Alemã: 2007
- Campeonato Alemão: 2007–08
- Copa da Alemanha: 2007–2008